# Nordica (linie lotnicze)
Nordica – nieistniejące estońskie narodowe linie lotnicze założone 25 września 2015 po upadku Estonian Air ze 100% kapitałem państwa. 27 października 2019 linia przestała wykonywać operacje lotnicze pod własną marką. 20 listopada 2024 zaprzestała prowadzenie działalności operacyjnej. 
Od 19 listopada 2016 linia korzysta z certyfikatu przewoźnika lotniczego (AOC) należącego do PLL LOT. Do tego czasu linie współpracowały ze słoweńską Adrią.
W listopadzie 2020 Nordica została zrenacjonalizowana, udziały PLL LOT zostały odkupione.

## Współpraca z PLL LOT
5 listopada 2016 Nordica oraz Polskie Linie Lotnicze LOT podpisały strategiczną umowę o współpracy. Na mocy tej umowy LOT przejęły 49% udziałów Regional Jet, od 19 listopada 2016 wszystkie rejsy Nordica były  wykonywane z kodem LOT (LO). Nordica przejęła od LOT operacje na trasie Tallinn – Warszawa, zaś PLL LOT zbazował w stolicy Estonii jeden ze swoich Embraerów do obsługi trasy Tallinn – Monachium. Dwa samoloty Nordica Bombardier CRJ-900 wykonywały dla PLL LOT bezpośrednie połączenia z Warszawy w ramach siatki LOT.
Wszystkie samoloty wykonujące rejsy dla Nordica pozostały w jej malowaniu, ale dodatkowo było na nich umieszczone logo PLL LOT.
Wszystkie połączenia z Tallinna były dostępne w kanałach sprzedaży PLL LOT, Nordica korzystała również z innych elementów platformy operacyjnej LOT.

## Flota

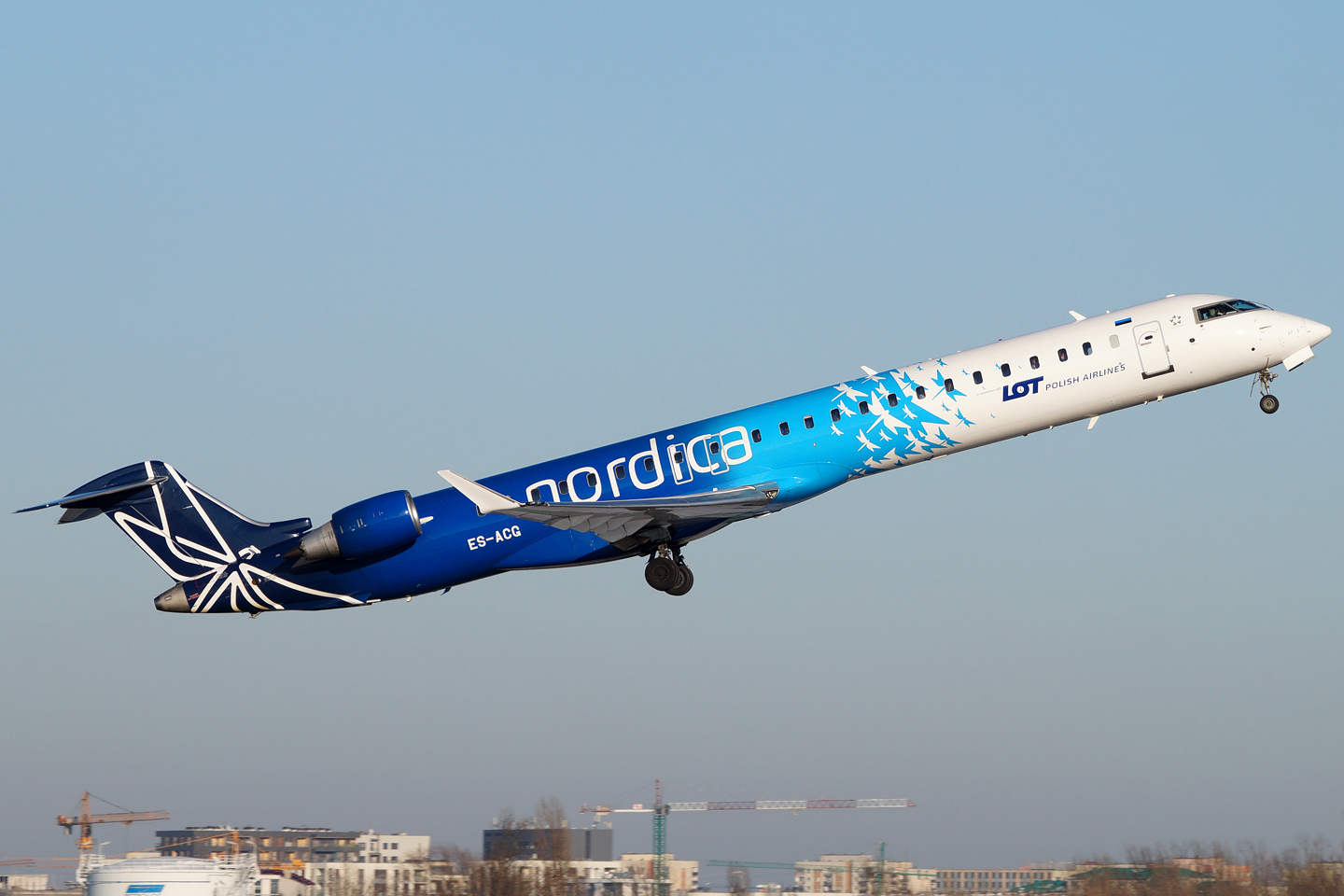
Nordica Bombardier CRJ-900 z logo PLL LOT startujący z Lotniska Chopina

Według stanu na koniec lutego 2018 flota Nordica składała się z 9 statków powietrznych. Na początku 2019  zakupiono dodatkowy samolot Bombardier CRJ900.